# Otto-Hahn-Gymnasium (Göttingen)
Das Otto-Hahn-Gymnasium ist ein Gymnasium in Göttingen. Es ist nach dem deutschen Chemiker und Nobelpreisträger Otto Hahn (1879–1968) benannt. Das Gymnasium hat etwa 1.240 Schüler und bietet Ganztagsbetreuung an. Einen Schwerpunkt der Bildungstätigkeit bildet der Musikzweig sowie der Naturwissenschaftszweig.

## Lehrangebote
Aufgrund der Abschaffung der Orientierungsstufe in Niedersachsen werden an der Schule seit dem Schuljahr 2004/2005 auch Schüler der 5. und 6. Klasse unterrichtet.
Als erste Fremdsprache wird in Klasse 5 Englisch weitergeführt, als zweite Fremdsprache muss ab der 6. Klasse Französisch, Spanisch oder Latein gewählt werden. In der 7. Klasse gibt es den sogenannten Wahlpflichtbereich, in dem in je einer Doppelstunde ein aus einer Liste stehendes Angebot gewählt werden muss. Ab der 8./9. Klasse müssen 2 WPU-Kurse in 7 Profilen mit je 2 unterschiedlichen Fächern oder eine 3. Fremdsprache gewählt werden (Sprachenangebot der 6. Klasse; beides je 2 Doppelstunden). Ab der 11. Klasse kann als weitere Sprache noch Französisch, Spanisch, Italienisch, Russisch oder Latein gewählt werden.
Seit 2001 ist das Gymnasium Mitglied im MINT-EC. Die MINT-Initiative soll dazu führen, dass sich einige besonders geeignete Gymnasien als Leistungszentren in den Fächern Mathematik, Informatik, Naturwissenschaften und Technik etablieren. Informatik kann ab Klasse 11 gewählt werden.
Seit dem Schuljahr 2016/17 ist das Projekt Herausforderung fest im Schulprogramm verankert, bei welchem die Schüler des 8. Jahrgangs für mehrere Wochen die Schule verlassen, um an anderem Ort zu lernen, zum Beispiel indem sie sich auf eine längere selbstgeplante Radtour begeben oder im Kloster leben.

## Musikzweig
1993 wurde an der Schule ein Musikzweig eingeführt. Der Musikzweig bietet musisch begabten und interessierten Schülern in den Jahrgängen 5 bis 6 pro Woche vier Stunden Musikunterricht an, in den Klassen 8 bis 9 ist der Unterricht sechsstündig. Zwei Stunden werden davon der Musikpraxis gewidmet.
Es gibt auch die sogenannte „Bläserklasse“. In dieser Klasse sind Kinder (Angebot des OHG für die 5. , 6. und 7. Klasse), die gerne ein Instrument spielen möchten. Zur Auswahl stehen Saxophon, Klarinette, Euphonium, Querflöte, Posaune und Tuba. Nach der 7. Klasse löst sich die Klasse auf und das Kind kann sich mit Einverständnis der Eltern aussuchen, ob es das Instrument weiterspielen will.

## Schulpartnerschaften
Das Otto-Hahn-Gymnasium hat Partnerschulen in den USA (Nevada City und Salem), in Großbritannien (Gloucester), in Frankreich (Pau und LaTremblade), in der Schweiz (Collonge-Bellerive) in Indien (Mussoorie), und in Spanien (Ontinyent) mit denen Schüleraustauschprogramme stattfinden. Auch gibt es einen Austausch in die Mongolei mit der Schule 19 in Darchan.

## Landschulheim
Auf dem Hohen Hagen wird zusammen mit anderen Schulen (IGS Göttingen) und Trägern der Region das Schullandheim Haus Hoher Hagen unterhalten.

## Bekannte Ehemalige
Bekannte Ehemalige sind unter anderem die Reitsportbrüder Ludger und Markus Beerbaum, sowie der Segelsportler Arne Kandulski (Deutscher Meister) und der frühere Kapitän der deutschen Basketballnationalmannschaft Armin Sowa.

## Preise
Das OHG nimmt regelmäßig erfolgreich bei Jugend forscht teil.

## Digitalisierung
In jedem Raum in der Schule gibt es WLAN und im Hauptgebäude Smartboards. Overheadprojektoren werden kaum bis gar nicht mehr verwendet. Der neunte Jahrgang im Schuljahr 2023/24 ist ein digitaler Testjahrgang. Dabei wird jedoch auf Windows, Google und Apple verzichtet und mit Linux gearbeitet. Dieses System befindet sich auf einem kleinen USB-Stick. Diesen Stick kann man von jedem Gerät aus starten.